# Su Bingtian
Su Bingtian (Chaozhou, 29 augustus 1989) is een Chinees sprinter. Hij nam driemaal deel aan de Olympische Spelen en wist bij die gelegenheden driemaal door te dringen tot de finale, eenmaal op de 100 m en tweemaal op de 4 x 100 m estafette. Hij is tevens in het bezit van de Aziatische records op de 60, de 100 yd en de 100 m.

## Biografie

### Aziatische successen
In 2009 won Su de gouden medaille op de 100 m tijdens de Aziatische indoorspelen in Vietnam. Samen met Guo Fan, Liang Jiahong en Zhang Peimeng behaalde hij later dat jaar de zilveren medaille op de 4 x 100 m estafette op de Aziatische atletiekkampioenschappen. Op de Aziatische Spelen 2010 in Kanton was hij samen met Lu Bin, Liang Jiahong en Lao Yi de snelste in de finale van de 4 x 100 m. 
In 2011 was Su de snelste op de 100 m op de Aziatische atletiekkampioenschappen. Later dat jaar nam Su een eerste keer deel aan de wereldkampioenschappen. Op de WK in Daegu liep hij mee in de reeksen van de 4 x 100 m. Het Chinese viertal kon zich niet kwalificeren voor de finale.

### OS 2012
In 2012 nam Su deel aan de wereldindoorkampioenschappen in Istanboel, waar hij werd uitgeschakeld in de halve finale van de 60 m. Later dat jaar kon hij zich een eerste maal kwalificeren voor de Olympische Spelen in Londen. Su werd uitgeschakeld in de halve finales van de 100 m. Op de 4 x 100 m wist hij samen met Tang Xingqiang, Xie Zhenye en Zhang Peimeng de finale echter wel te bereiken, waarin het Chinese viertal vierde werd in 37,90, een Aziatisch record.
In 2013 werd Su Aziatisch kampioen op de 100 m. Tijdens de WK van 2013 kon hij zich plaatsen voor de halve finale van de 100 m. In de halve finale werd hij gediskwalificeerd na een valse start. Tijdens de WK indoor van 2014 behaalde hij de vierde plaats op de 60 m.

### Grens doorbroken
Op 30 mei 2015 liet Su tijdens de Prefontaine Classic in Eugene op de 100 m 9,99 voor zich klokken. Hiermee drong hij als eerste Aziaat door tot het illustere gezelschap van  topsprinters dat de tien seconden grens heeft doorbroken. Later dat jaar, op de WK in Peking presteerde hij dit opnieuw. Tijdens de halve finale van de 100 m kwam hij weer tot 9,99. In de finale kon hij dit niet herhalen en werd hij in 10,06 negende. Later was er op de 4 x 100 m estafette meer succes voor hem weggelegd; samen met Mo Youxue, Xie Zhenye en Zhang Peimeng veroverde hij de zilveren medaille.
In 2016 eindigde Su als vijfde in de finale van de 60 m op de WK indoor. Later dat jaar nam hij deel aan de Olympische Spelen in Rio de Janeiro. Hij kwam uit op zowel de 100 m als de 4 x 100 m estafette. Individueel eindigde Su op de vierde plaats in de halve finale, waarmee hij zich niet kon kwalificeren voor de finale. Bij de estafette verging het hem beter. Het Chinese team kwalificeerde zich via de nationale recordtijd van 37,82 voor de finale. Hierin finishte het Chinese team, naast Su Bingtian bestaande uit Tang Xingqiang, Xie Zhenye en Zhang Peimen, met 37,90 op een vierde plaats net buiten de medailles.
Twee jaar na zijn eerdere 100 m in 9,99 in Eugene kwam Su bij de Prefontaine Classic opnieuw tot een topprestatie: op 27 mei 2017 liep hij er de 100 m in 9,92. Nu was echter de rugwind van +2,4 m/s spelbreker. Zijn tijd kon derhalve niet worden erkend als nationaal record en beste persoonlijke prestatie.

## Titels
- Aziatisch kampioen 100 m - 2011, 2013
- Aziatische Spelen kampioen 4 x 100 m - 2010, 2014
- Aziatisch kampioen 4 x 100 m - 2015
- Aziatische indoorspelen kampioen 60 m - 2009
- Aziatische Spelen kampioen 100 m - 2018

## Persoonlijke records
Outdoor
| Onderdeel | Prestatie            | Datum            | Plaats            |
| --------- | -------------------- | ---------------- | ----------------- |
| 100 yd    | 9,43 (-0,4 m/s) (AR) | 17 juni 2014     | Ostrava           |
| 100 m     | 9,83 (+0,9 m/s) (AR) | 1 augustus 2021  | Tokio             |
| 200 m     | 21,15 (-1,0 m/s)     | 21 augustus 2019 | La Chaux-de-Fonds |

Indoor
| Onderdeel | Prestatie | Datum           | Plaats     |
| --------- | --------- | --------------- | ---------- |
| 60 m      | 6,42 (AR) | 3 maart 2018    | Birmingham |
| 200 m     | 21,81     | 31 januari 2008 | Nanjing    |

## Palmares

### 60 m
- 2009:  Aziatische indoorspelen - 6,65 s
- 2012: 5e in ½ fin. WK indoor - 6,74 s
- 2014: 4e WK indoor - 6,52 s
- 2016: 5e WK indoor - 6,54 s
- 2018:  WK indoor - 6,42 s (AR)

### 100 m
- 2011:  Aziatische kamp. - 10,21 s
- 2012: 8e in ½ fin. OS - 10,28 s
- 2013:  Aziatische kamp. - 10,17 s
- 2013: DSQ in ½ fin. WK
- 2014:  Aziatische spelen - 10,10 s
- 2015: 9e WK - 10,06 s
- 2016: 4e in ½ fin. OS - 10,08 s
- 2017: 8e WK - 10,27 s
- 2018:  Aziatische Spelen - 9,92 s
- 2019: 4e in ½ fin. WK - 10,23 s
- 2021: 6e OS - 9,98 s (in ½ fin. 9,83 s = AR)

Diamond League-podiumplekken
- 2015:  Prefontaine Classic - 9,99 s (+1,5 m/s) (NR)
- 2017:  Shanghai Golden Grand Prix - 10.09 s (+0,1 m/s)
- 2017:  Prefontaine Classic - 9,92 s (+2,4 m/s)
- 2018:  Diamond League Shanghai - 10,05 s (-0,5 m/s)
- 2018:  Meeting de Paris - 9,91 s (+0,8 m/s)

### 4 x 100 m
- 2009:  Aziatische kamp. - 39,07 s
- 2010:  Aziatische spelen - 39,09 s
- 2011: 4e Aziatische kamp. - 39,33 s
- 2011: 12e WK - 38,87 s
- 2012: 5e in ½ fin. OS - 38,38 s
- 2013:  Aziatische kamp. - 39,17 s
- 2014:  Aziatische spelen - 37,99 s (AR)
- 2015:  Aziatische kamp. - 39,04 s
- 2015:  WK - 38,01 s
- 2016: 4e OS - 37,90 s (in serie 37,82 = NR)
- 2017: 4e WK - 38,34 s
- 2018:  Aziatische Spelen - 38,89 s
- 2019: 6e World Athletics Relays - 38,07 s
- 2019: 6e WK - 38,07 s (in serie 37,79 s = NR)
- 2021: 4e OS - 37,79 s